# Astragalus kirilovii
Astragalus kirilovii är en ärtväxtart som beskrevs av Dieter Podlech. Astragalus kirilovii ingår i släktet vedlar, och familjen ärtväxter. Inga underarter finns listade i Catalogue of Life.